# Prix littéraires du Gouverneur général 1959
Liste des Prix littéraires du Gouverneur général pour 1959, chacun suivi du gagnant.
Cette édition marque les tout premiers prix décernés à des œuvres en langue française depuis la création en 1936 des prix littéraires du Gouverneur général du Canada.

## Français
- Prix du Gouverneur général : romans et nouvelles de langue française : André Giroux, Malgré tout, la joie.
- Prix du Gouverneur général : études et essais de langue française : Félix-Antoine Savard, Le Barachois.

## Anglais
- Prix du Gouverneur général : romans et nouvelles de langue anglaise : Hugh MacLennan, The Watch That Ends the Night.
- Prix du Gouverneur général : poésie ou théâtre de langue anglaise : Irving Layton, Red Carpet for the Sun.